# Ardis II.
Ardis II. (starogrško Αρδυς, latinizirano: Ardis, latinsko Ardis, Ardisus) je bil od leta 644 pr. n. št. do 637 pr. n. št. kralj Lidijskega kraljestva, * ni znano, † verjetno 637 pr. n. št.
Ardis je bil sin lidijskega kralja Giga, katerega je nasledil kot drugi kralj Mermnadske dinastije. 

## Ime
Ardis je latinska oblika njegovega grškega imena, ki je izpeljano iz njegovega lidijskega imena. Slednje je sorodno hetitski besedi ardus, ki pomeni ptič ali hetitski besedi ḫardu- (𒄩𒅈𒁺), ki pomeni potomec.

## Življenje

### Ozadje
V 7. stoletju pr. n. št. so Kimerci, nomadsko ljudstvo iz evrazijske stepe, ki je vdrlo in se naselilo v zahodni Aziji, dvakrat napadli Lidijo, a jih je Ardisov oče Gig obakrat odbil. Leta 644 pr. n. št. so Kimerci napadli tretjič, tokrat pod vodstvom njihovega kraja Dugdamija. Kimerci so tokrat porazili Lidijce, oplenili Sarde in Giga ubili. Pokojnega očeta je nasledil Ardis.

### Vladanje
Ardis je po prevzemu oblasti nadaljeval diplomatsko dejavnost z Novoasirskim cesarstvom, ki jo je Gig prekinil. Napadel grško jonsko mesto Milet in uspel zavzeti mesto Priene, po katerem je slednje do konca ostalo pod neposredno lidijsko oblastjo.
Ardisova vladavina je bila kratka, verjetno zaradi obdobja hude krize, s katero se je soočala Lidija zaradi kimerskih vpadov. Leta 637 pr. n. št., to je v sedmem letu njegove vladavine, je čez Traški Bospor pod vodstvom svojega kraja Kobosa v Anatolijo vdrlo traško pleme Treri in v zavezništvu s Kimerci in Likijci napadlo Lidijo. Premagali so Lidijce in že drugič oplenili Sarde, razen citadele. Ardis je bil med tem napadom verjetno ubit ali pa je bil odstavljen, ker ni uspešno obranil Lidije pred kimerskimi vpadi.

## Posledice
Med drugim napadom Kimercev  leta 635 pr. n. št. je bil morda ubit tudi Ardisov sin Sadjat.  Mogoče je tudi, da je bil odstavljen, ker ni mogel zaščititi Lidije pred kimerskimi napadi.
Kmalu po letu 635 pr. n. št. so Skiti pod vodstvom svojega kralja Madija z asirsko odobritvijo in v zavezništvu z Lidijci vdrli Anatolijo, pregnali Trere iz Anatolije in premagali Kimerce, tako da ti niso več predstavljali grožnje. Skiti so zatem vzpostavili svojo oblast v osrednji Anatoliji, dokler jih niso v 600. letih pr. n. št. iz zahodne Azije pregnali Medijci.
Dokončni poraz je Kimercem zadala združena vojska Kadija, ki mu Strabon pripisuje tudi ter izgon Kimercev in Trerov iz Anatolije, in lidijskega kralja Aliata II. Končni poraz Kimercev Herodot in Polien pripisujeta Aliatu II.